# Wow Thing
«Wow Thing» es un sencillo grabado por el grupo proyecto de chicas Station Young. La canción fue lanzada el 28 de septiembre de 2018 por SM Entertainment.

## Composición y lanzamiento
«Wow Thing», una canción pop brillante e influenciada por el R&B, la voz poderosa del cuarteto es el centro de atención y muestra su dinámica a través de su vídeo musical, lanzado a través del proyecto Station X 0 de SM Entertainment. La canción enfatiza el amor propio y la confianza en las propias acciones, instando a las personas a ser positivas mientras encuentran su propio camino. El sencillo fue lanzado el 28 de septiembre de 2018 a través de varios portales de música, incluido iTunes.

## Lista de canciones
| N.º  | Título                     | Letras                                                                          | Música                                             | Duración |  |
| 1.   | «Wow Thing»                | Jo Yun-gyeong, Jeon So-yeon, Karen Poole, Anne Judith Stokke Wik, Sonny J Mason | Karen Poole, Anne Judith Stokke Wik, Sonny J Mason | 2:51     |  |
| 2.   | «Wow Thing» (instrumental) |                                                                                 | Karen Poole, Anne Judith Stokke Wik, Sonny J Mason | 2:51     |  |
| 5:42 |                            |                                                                                 |                                                    |          |  |

## Posicionamiento en listas
| Lista (2018)                         | Mejor posición |
| ------------------------------------ | -------------- |
| Corea del Sur (Gaon Digital Chart)   | 35             |
| Corea del Sur (K-pop Hot 100)        | 43             |
| Estados Unidos (World Digital Songs) | 3              |